# Only Love Can Hurt Like This
«Only Love Can Hurt Like This» (с англ. — «Только любовь может причинить такую боль») ― сингл английской певицы Паломы Фейт, выпущенный с её третьего студийного альбома A Perfect Contradiction 11 мая 2014 года. Песня достигла 6-й строчки в Великобритании. Премьера песни в австралийском чарте состоялась 21 июля 2014 года после того, как она была использована в телевизионной рекламе сериала «Победители и проигравшие». 26 июля он достиг первой позиции в австралийском чарте ARIA. Он также достиг 3-й строчки в чарте синглов Новой Зеландии. В 2022 году песня стала вирусной на TikTok.

## История
Песня была написана Дайан Уоррен, которая ранее писала песни для Уитни Хьюстон, Шер, Тони Брэкстон, Лиэнн Раймс, Кристины Агилеры и Бритни Спирс. Первоначально Фейт отказалась записывать песню, потому что у неё не было никаких авторских прав на неё, однако, услышав песню, Фейт почувствовала себя ошеломленной тем, как песня отражалась на её отношениях и эмоциях в то время.
Песня была описана как баллада в стиле шестидесятых и представляет собой в основном акустическую версию с участием в основном духовых инструментов и барабанов, расширяющуюся за счет включения бэк-вокала и интенсивного использования скрипок. В песне также присутствуют тонкие фортепианные акценты.
Трек был использован в рекламном ролике популярного новозеландского сериала «Шортленд-стрит» 2015 года.
В 2022 году песня стала вирусной на TikTok. Впоследствии Фейт выпустила замедленную версию песни, которая также стала вирусной на платформе.

## Трек-лист
- Digital download[9]

1. «Only Love Can Hurt Like This» — 3:52

- Digital download — Live Performance for Burberry[10]

1. «Only Love Can Hurt Like This» (Live for Burberry) — 6:19

- Digital download — remixes[11]

1. «Only Love Can Hurt Like This» (MS MR Remix) — 3:34
2. «Only Love Can Hurt Like This» (Adam Turner Remix) — 6:53

- Audio CD[12]

1. «Only Love Can Hurt Like This» (Radio edit)
2. «Only Love Can Hurt Like This» (Instrumental)

## Чарты
| Chart (2014)                       | Peak position |
| ---------------------------------- | ------------- |
| Австралия (ARIA)                   | 1             |
| Croatia (HRT)                      | 14            |
| Ирландия (IRMA)                    | 26            |
| Новая Зеландия (Recorded Music NZ) | 3             |
| Шотландия (Scottish Singles Chart) | 5             |
| Великобритания (UK Singles Chart)  | 6             |

| Chart (2022)                          | Peak position |
| ------------------------------------- | ------------- |
| Мир (Billboard Global 200)            | 75            |
| Greece International (IFPI)           | 75            |
| Netherlands (Single Tip)              | 9             |
| Португалия (AFP)                      | 94            |
| Sweden Heatseeker (Sverigetopplistan) | 12            |

| Чарт (2014)                     | Позиция |
| ------------------------------- | ------- |
| Australia (ARIA)                | 17      |
| New Zealand (Recorded Music NZ) | 22      |
| UK Singles (OCC)                | 37      |

| Чарт (2022)            | Позиция |
| ---------------------- | ------- |
| Global 200 (Billboard) | 168     |

## Сертификации
| Регион | Сертификация          | Продажи   |
| --- | --------------------- | --------- |
| Австралия (ARIA) | 4× Платиновый         | 280 000   |
| Дания (IFPI Danmark) | Золотой               | 45 000    |
| Италия (FIMI) | Золотой               | 50 000    |
| Мексика (AMPROFON) | 2× Платиновый+Золотой | 150 000   |
| Новая Зеландия (RMNZ) | Платиновый            | 15 000*   |
| Португалия (AFP) | Золотой               | 10 000    |
| Великобритания (BPI) | 2× Платиновый         | 1 200 000 |
| Стриминг |                       |           |
| Греция (IFPI Greece) | Золотой               | 1 000 000 |
| * Данные о продажах приведены только на основе сертификации. · Данные о продажах + прослушиваниях приведены только на основе сертификации. · Данные только о прослушиваниях приведены на основе сертификации. |                       |           |